# Міжнародні відносини Азербайджану

Держави, які мають дипломатичні відносини з Азербайджаном
Азербайджан
Дипломатичні відносини

Зовнішня політика Азербайджану — сукупність відносин Азербайджанської Республіки з іншими державами та міжнародними структурами.
Азербайджан є членом таких організацій як ООН, Рух неприєднання, СНД, ОБСЄ, Партнерство НАТО з питань миру, РЄАП, Всесвітньої організації охорони здоров'я, Азійського банку розвитку, Азійського банку інфраструктурних інвестицій, Європейського банку реконструкції та розвитку, Ради Європи, ДЗЗСЄ, МВФ і Світового банку.

## Двосторонні відносини

### Вірменія

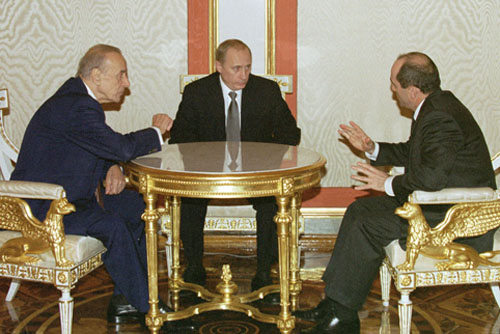
Тристороння зустріч Володимира Путіна, Гейдара Алієва і Роберта Кочаряна в 2001 році в Москві.

Напружені відносини між сучасними Азербайджаном і Вірменією мають глибокі історичні корені. Наприкінці 1980-х років вірменське більшість населення Нагірно-Карабаської автономної області Азербайджанської РСР виступило з вимогами про передачу області до складу Вірменської РСР. Ці вимоги були підтримані керівництвом Вірменії. Розростається етнополітичний конфлікт, що привів до етнічних чисток з обох сторін, збройних зіткнень, які після розпаду СРСР переросли в повномасштабну війну в ході якої під контроль вірмен перейшли деякі райони Азербайджану прилеглі до території колишньої НКАО. Ще з кінця 1980-х азербайджанське керівництво ввело економічну блокаду НКАО та Вірменії, припинивши транспортне сполучення з Вірменією.

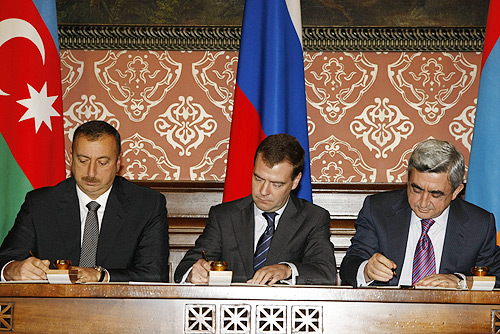
Президенти Азербайджану, Росії та Вірменії — Ільхам Алієв, Дмитро Медведєв і Серж Саргсян під час підписання декларації щодо Нагірного Карабаху. Замок Майєндорф (Підмосков'я), 2008 рік.

У 1994 році за посередництва Росії, Азербайджан, Вірменія і невизнана Нагірно-Карабаська Республіка підписали тристоронню угоду про припинення вогню, яка в останні 3-4 роки періодично порушувалась зі взаємними звинуваченнями. Сторони займали позиції, що відповідали їхньому положенню на момент підписання угоди а велика частина Нагірного Карабаху, а також ряд прилеглих до нього територій мав би контролюватисьНагірно-Карабаською Республікою, підтримуючи тісні зв'язки з Республікою Вірменія, зокрема, використовуючи її національну валюту — драм.
Азербайджан та інші держави-члени ООН вважають Нагірний Карабах частиною Азербайджану. Керівництво Азербайджану не раз підкреслювало, що у випадку, якщо вірменська сторона не звільнить окуповані території і в нагірно-карабаському переговорному процесі не відбудеться зрушень, то це буде означати, що всі мирні можливості вирішення конфлікту вичерпані і Азербайджан буде змушений вдатися до силових методів його вирішення. Питання необхідності нової війни в Карабасі піднамалось багатьма депутатами парламенту республіки. Азербайджан поступово нарощував військову міць, що викликало негативну реакцію з боку ряду провірменських конгресменів США, заявляв про необхідність ізолювати Вірменію від регіональних проєктів.
Черговою віхою загострення стала заборона відвідування Азейбаржану Громадянам Вірменії та інших держав, які мають вірменське походження.
2 листопада 2008 президентами Азербайджану, Вірменії та Росії була підписана декларація, що стосується Карабаського конфлікту. Лідери трьох держав домовилися спільно працювати над оздоровленням ситуації на Кавказі. "Президенти, предметно і змістовно обговоривши стан і перспективи врегулювання нагірно-карабаського конфлікту політичними засобами шляхом продовження прямого діалогу між Азербайджаном і Вірменією за посередництва Росії, США і Франції, заявляють, що сприятимуть оздоровленню ситуації в Південному Кавказі та забезпеченню встановлення в регіоні обстановки стабільності, безпеки шляхом політичного врегулювання конфлікту ", йдеться в декларації.
У 2016-2020 роках  на фоні протистояння Азербайджану з Вірменією загострився також Карабаський конфлікт, де Азейбарджан здобув значних успіхів у визведенні територій, які раніше не контролював, проте, відбулось втручання РФ та контролю над Карабахом досягти не вдалось через втручання росії.
У 2022 році, наступною віхою загострення війни стало чергове повномасштабне вторгнення Росії у 2022 році до території України, Росія, відвівши значну кількість живої сили, послабила свою присутність у Нагірному Карабасі, що було використано Азербайджаном, були зайняті ключові позиції. Пізніше Азербайджан заявив про повний контроль над Карабахом.

### Грузія

### Росія

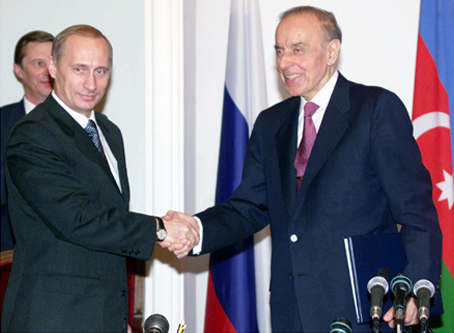
Гейдар Алієв з Володимиром Путіним на церемонії підписання спільних російсько-азербайджанських документів. Баку, 2001 рік.

Дипломатичні відносини між Азербайджанською Республікою та Російською Федерацією були встановлені 4 квітня 1992 року. Основоположним документом договірно-правової бази двосторонніх відносин є Договір про дружбу, співпрацю і взаємну безпеку між Російською Федерацією та Азербайджанською Республікою (підписаний 3 липня 1997).
Росія бере активну участь у процесі політичного врегулювання Карабаського конфлікту.
Розвивається торгово-економічне співробітництво. У 2008 р зовнішньоторговельний оборот між Азербайджаном і Росією склав 2,403 млрд доларів. У зв'язку з припиненням з 1 січня 2007 р поставок російського газу в Азербайджан в структурі товарообігу збільшилася частка несировинних товарів.
Азербайджан здійснює через територію Російської Федерації транспортування нафти за маршрутом Баку-Новоросійськ. З 2007 р у зв'язку з введенням в експлуатацію нового маршруту транспортування нафти «Баку-Тбілісі-Джейхан» і перерозподілом експортних потоків азербайджанської нафти транзит через російську територію істотно скоротився.
Росія бере участь в нафтогазових проєктах Азербайджану, має свою частку в міжнародних консорціумах. Компанії «Лукойл» належить 10 % — у розробці родовища «Шахденіз» і 80 % в проєкті D-222. У той же час це єдина велика російська компанія, що працює тут, і обсяг російських інвестицій в азербайджанську економіку досить скромний порівняно із західними капіталовкладеннями.
Проблема зайнятості в Азербайджані в основному вирішується за рахунок міграції в Росію. Чисельність азербайджанців, що працюють в Росії, оцінюється приблизно в 2 млн. За різними підрахунками, вони щорічно надсилають в Азербайджан до двох з половиною мільярдів доларів. У зв'язку з цим в Азербайджані уважно стежать за проявами антимусульманських настроїв у Росії (див. Масові заворушення в Кондопозі). У Баку не забувають, як у середині 1990-х російсько-азербайджанські економічні контакти були заморожені майже на три роки у зв'язку з вірмено-азербайджанським конфліктом.

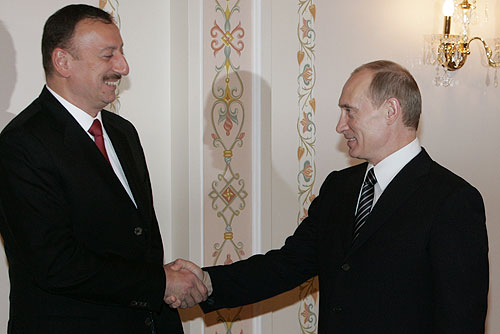
Зустріч Ільхама Алієва з Володимиром Путіним у 2008 році в Ново-Огарьово.

Розвивається військово-технічне співробітництво. У 2003 р було підписано міжурядову угоду про військово-технічне співробітництво, а в 2006 р — міжурядову угоду про взаємну охорону прав на результати інтелектуальної діяльності, що використовуються та отримані в ході двостороннього військово-технічного співробітництва.
Росія до 2012 року орендувала в Азербайджані Габалінську РЛС — одну із складових частин російської системи стеження за пусками балістичних ракет. Габалинська РЛС була побудована за радянських часів як один з найважливіших елементів системи протиракетної оборони СРСР. Після отримання Азербайджаном незалежності та переходу РЛС в його власність Росія продовжувала її використання, незважаючи на всі перипетії внутрішньополітичного життя Азербайджану.
Лише в 2002 р було підписано угоду про статус, принципи та умови використання Росією Габалінської радіолокаційної станції (РЛС «Дарьял»), а в 2007 р — міжурядовий протокол про статус уповноважених представників Росії та Азербайджану, призначених для виконання цієї угоди.
У 2007 р російську пропозицію про використання Габалінської РЛС в розробляється США системі ПРО отримало підтримку азербайджанського керівництва.
Питання про роботу Габалінської РЛС неодноразово ставав предметом внутрішньополітичних дебатів, в тому числі в парламенті Азербайджану.
10 грудня 2012 Росія призупинила експлуатацію Габалінської РЛС огляду на те, що сторони не прийшли до домовленості щодо орендної вартості. У 2013 році РЛС була передана Азербайджану, російські військовослужбовці залишили гарнізон, а все обладнання було демонтовано і вивезено в Росію.

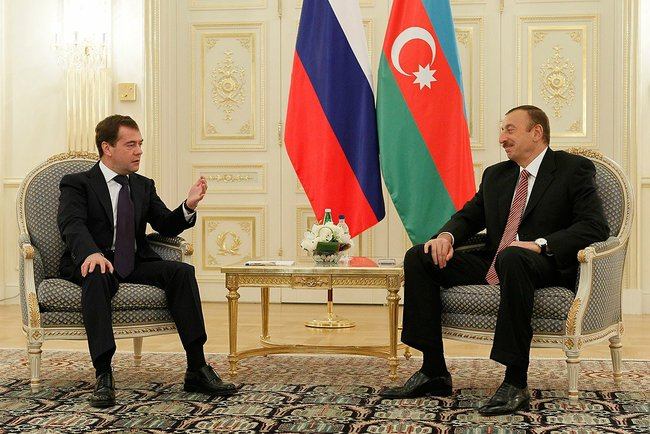
Зустріч Ільхама Алієва з Дмитром Медведєвим в 2010 році в Баку.

На території Азербайджану проживає чимало біженців з Чечні, в тому числі учасників збройних дій проти російських військ. Азербайджанська територія протягом тривалого часу, за повідомленнями ЗМІ, використовувалася чеченськими сепаратистами як транзитна країна і свого роду тилова база, де, зокрема, проходили відновлення поранені бойовики. Бойовикам порівняно легко вдавалося перетинати кордон між Азербайджаном і Дагестаном. 15 вересня 2004 російські влади після теракту в Беслані закрили всі прикордонні сухопутні переходи для автотранспорту та людей і відкрили їх лише через півтора місяця після переговорів між президентами, а також затримань і видачі російським властям групи колишніх бойовиків. У Баку було закрито чеченське представництво.
В даний час повідомляється про розвиток взаємодії правоохоронних та судових органів двох країн, розвитку прикордонного співробітництва, з урахуванням загальної ситуації на Кавказі та виходячи із завдань боротьби проти міжнародного тероризму.
Триває робота з делімітації державного кордону з Азербайджаном. Станом на початок 2008 р погоджена лінія кордону, оформлена робочими протоколами, картографічними і описовими документами, склала 301,1 км (з 336,5 км), тобто делімітували 90 % держкордону.
Деякі інші аспекти російсько-азербайджанських відносин:
- На початку 1990-х рр. Азербайджан висловлював стурбованість російською підтримкою збройних сил Вірменії під час Карабаської війни.
- У середині 2000-х рр. Азербайджан висловлював занепокоєність у зв'язку з перекиданням російської військової техніки з військових баз, що закривались на території Грузії в Гюмрі (Вірменія)[5] і впливом, який вона може надати на перспективи карабаського врегулювання.
- Азербайджан неодноразово протестував проти того, що російські компанії вкладають кошти і ведуть бізнес на території НК.
- Азербайджан стурбований закликами Росії вирішувати проблему невизнаних республік на пострадянському просторі за моделлю Косово — а також вже доконаним визнанням Росією самостійності Південної Осетії і Абхазії[6].
- Росія висловлює невдоволення з приводу ініційованих США проєктів експорту каспійської нафти на Захід в обхід Росії, вважаючи їх більш політичними, ніж економічними проєктами. Слідом за будівництвом трубопроводу Баку — Тбілісі — Джейхан мова йде про проєкт створення нафтопроводу за маршрутом Актау-Баку для транзиту казахської нафти на Захід через територію Азербайджану — в разі його реалізації основна маса казахської нафти піде через трубопровід Баку-Джейхан і, відповідно, в обхід Росії.

### Іран
Відносини Азербайджану та Ірану по колишньому залишаються досить напруженими. Вони загострилися після карикатурного скандалу навколо публікації в урядовій газеті «Іран» образливих для азербайджанців карикатури і тексту. На карикатурі зображений хлопчик, що повторює на фарсі слово «тарган», поки тарган, що знаходиться перед ним, не запитує в нього по-азербайджанські: «Що?»
У серпні 2007 року відбувся офіційний візит президента Ірану Махмуда Ахмадінежада в Азербайджан, в ході якого були підписані важливі для двох країн угоди. Серед таких будівництво двох ГЕС на річці Араз (Ордубадського — на азербайджанські кошти і Маразадская — на іранські), спрощення візового режиму між Нахічеваньській автономії та Іраном, будівництво нового автомобільного маршруту між іранською і азербайджанської сторонами міста Джульфи і Нахічеваньській автономії.
Криза, що виникла навколо іранської ядерної програми і російсько-американські протиріччя з приводу розміщення ракет ПРО в разі «іранської загрози», не могли не торкнутися Азербайджан. В інтерв'ю російському телебаченню від 18 жовтня 2006 року Ільхам Алієв сказав:
|  | Не хотілося б припускати негативного розвитку навколо Ірану. І Азербайджану кордон з Іраном більше тисячі кілометрів, налагоджені активні транскордонні контакти, в Ірані проживає більше половини етнічних азербайджанців, а це такі ж азербайджанці, які проживають і тут. Будь-яке загострення обстановки в нашому регіоні, безумовно, матиме дуже важкі наслідки для всіх країн, оскільки сьогодні і в політичному, і в економічному, і військовому плані країни регіону досить взаємопов'язані. Дестабілізація в одній з них може мати катастрофічні наслідки, і навіть важко припустити, якими вони будуть. |